# Dercsényi Dezső
Dercsényi Dezső (Vác, 1910. július 17. – Budapest, 1987. június 22.) Kossuth-, Hild János- és Herder-díjas művészettörténész, a művészettörténeti tudományok doktora.

## Életpályája
Tanulmányait a budapesti Pázmány Péter Tudományegyetemen végezte. 1936 és 1949 között előadó volt a Műemlékek Országos Bizottságánál, 1953-ig osztályvezető a Múzeumok és Műemlékek Országos Központjánál, majd 1957-ig műemléki előadó az Építészeti Tanács titkárságán és az Országos Építésügyi Hivatalban. Ezután kinevezték az Építésügyi Minisztérium műemléki osztályának vezetőjévé. 1965 és 1975 között az Országos Műemléki Felügyelőség tudományos igazgatóhelyettese volt. 1951-től 1967-ig műemlékvédelmet és magyar középkori művészetet tanított a budapesti egyetemen. Doktori fokozatát 1974-ben szerezte meg.
Munkássága a háború utáni magyar műemlékvédelemben éppúgy meghatározó jelentőségű,  mint az ahhoz kapcsolódó feladatok, eredmények nemzetközi elismertetése és a hazai nagyközönséggel való megismertetése terén. Kutatói és oktatói tevékenysége során mindenekelőtt a középkori magyar művészettel, valamint a műemlékvédelem elméleti és gyakorlati kérdéseivel foglalkozott. Szakirodalmi munkássága ugyancsak meghatározó: számos könyvet és rengeteg publikációt írt, szerkesztette a Művészettörténeti Értesítő című szakfolyóiratot (1952–61), a Magyarország műemléki topográfiája című hatalmas, többkötetes munkát, valamint munkatársa volt számos lexikonnak.
Kiemelkedő eredményeiért a városméretű műemlékvédelem terén 1971-ben elnyerte a Hild János-díjat.

## Családja
Édesapja, id. Dercsényi Dezső (1874–1945) a Váci Hírlap főszerkesztője, tulajdonosa és kiadója volt. Édesanyja Preszly Olga. Fia, Dercsényi Balázs (1940–2003) ugyancsak jeles művészettörténészként, hasonlóan nagy tudással, szakmai felkészültséggel és felelősséggel szolgálta a hazai műemlékvédelem ügyét. A család 1944 végén költözött Vácról Budapestre, miután politikai és egzisztenciális okokból kénytelen volt elhagyni szülővárosát.

## In memoriam
Vác városa 1992-ben és 2008-ban emléktáblát avatott a Dercsényiek tiszteletére.

## Fontosabb könyvei
- A somogyvári Szt. Egyed-apátság maradványai (1934)
- Nagy Lajos kora (1938; reprint: 1990)
- A mozaik (1943)
- A székesfehérvári királyi bazilika (1943)
- Az esztergomi Porta Speciosa (1947)
- Visegrád műemlékei (1951)
- Pécs (Pogány Frigyessel és Szentkirályi Zoltánnal; 1956, 1966)
- A jáki templom (1957, 1979)
- Románkori művészet I–III. (1958–62)
- Vác (Granasztói Pállal; 1960)
- Az esztergomi királyi palota (1965, 1975)
- Románkori építészet Magyarországon (1972, 1974)
- Kis magyar művészettörténet (Zádor Annával; 1980)
- Mai magyar műemlékvédelem (1980)

## Díjai, elismerései
- Kossuth-díj (1954)
- Herder-díj (1966)
- Vác város díszpolgára (1979)[9]